# George Ault

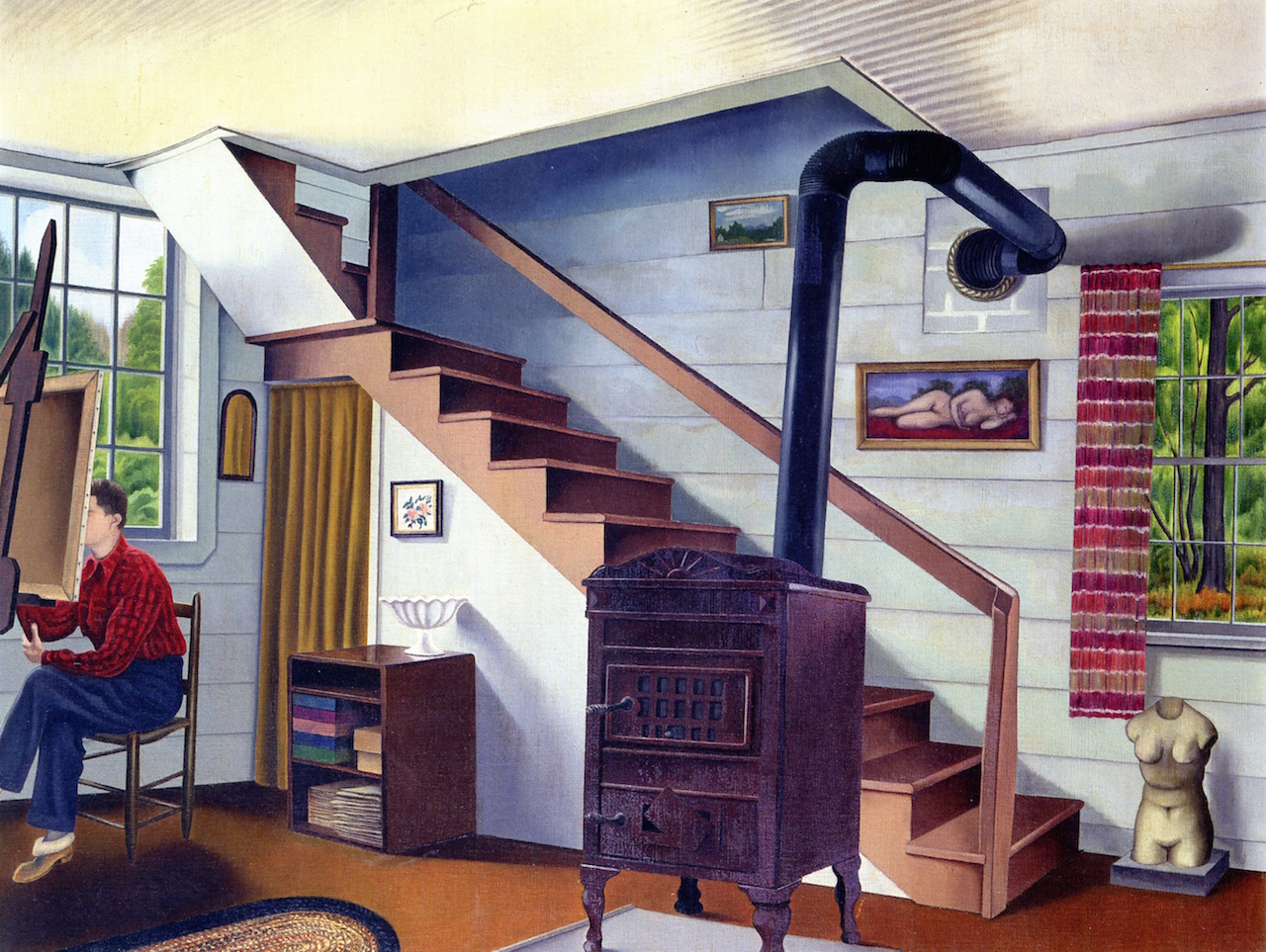
George Ault: The Artist at Work (1946). Whitney Museum of American Art

George Copeland Ault (* 11. Oktober 1891 in Cleveland, Ohio, USA; † 30. Dezember 1948 in Woodstock, New York) war ein US-amerikanischer Maler, der insbesondere durch seine Stadt- und Landschaftsdarstellungen im Stil des Präzisionismus bekannt wurde.

## Leben
George Ault wurde 1891 in Cleveland, Ohio, als Sohn einer vermögenden Familie geboren. Sein Vater, Charles Henry Ault, war Teilhaber der Firma Ault & Wiborg, die Druckfarben für die Kunstlithografie herstellte. 1899 zog die Familie nach London, wo Charles Ault das Unternehmen vertrat. George Ault erhielt dort seine künstlerische Ausbildung, unter anderem an der University College School, der Slade School of Fine Art und der St. John’s Wood School of Art. 1911 kehrte die Familie in die Vereinigten Staaten zurück. Charles Ault erwarb einen Mehrheitsanteil an der Jaenecke Printing Ink Company (später Jaenecke Ault) mit Sitz in Newark, New Jersey. Die Familie ließ sich in Hillside nieder. 1914 heiratete George Ault Beatrice Hoffman und richtete ein Atelier in Hillside ein. Aults Ausbildung war akademisch und konservativ geprägt. Sein Vater drängte ihn vergeblich zur Mitarbeit im Familienunternehmen. Im Jahr 1920 stellte Ault erstmals in den USA bei der Society of American Artists in New York aus. 1922 verließ George Ault Hillside, seine Ehe zerbrach und er wandte sich zunehmend modernen Kunstströmungen zu. In den 1920er Jahren entwickelten sich seine Arbeiten von impressionistischen Einflüssen hin zu einem eigenständigen, modernen Stil. Während dieser Zeit war er in der New Yorker Kunstszene aktiv. Er stellte regelmäßig in Gruppenausstellungen aus, unter anderem bei der Society of American Artists, im Whitney Studio Club sowie in Galerien wie der von Stephan Bourgeois, F. Valentine Dudensing, J. B. Neumann (New Art Circle) und Edith Halpert (The Downtown Gallery). Seine Werke wurden zusammen mit denen von Künstlern wie Stefan Hirsch, Oscar Bluemner und Georgia O’Keeffe gezeigt.

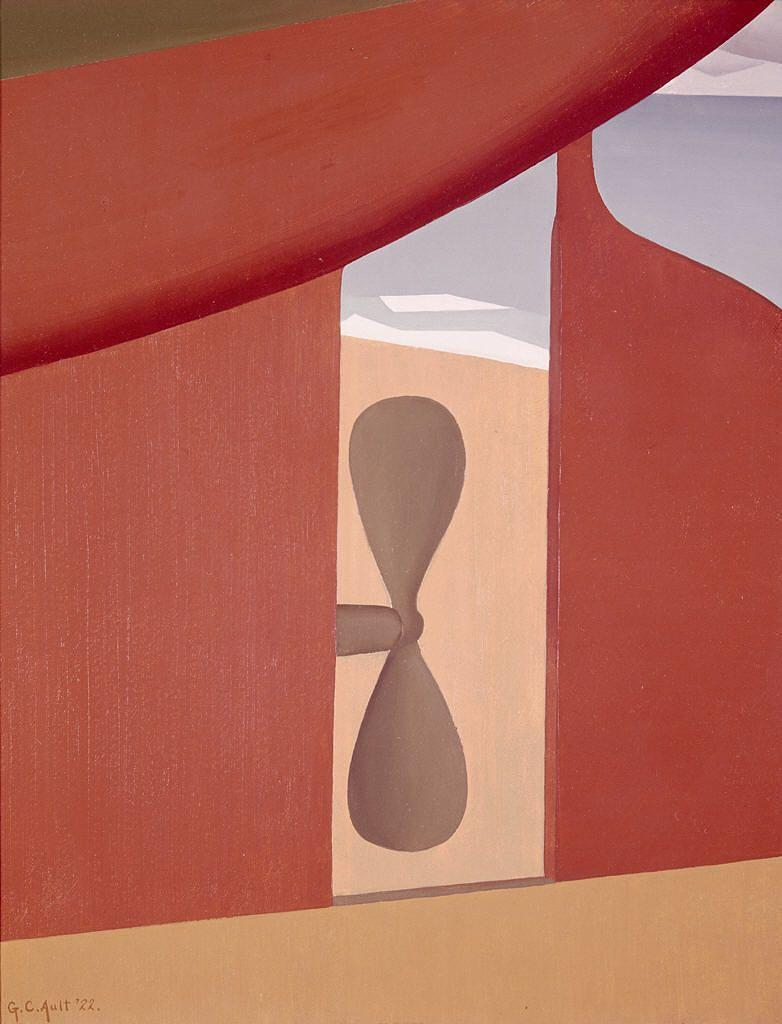
George Ault: The-Propeller (1922)

Gegen Ende der 1920er Jahre verfiel George Ault dem Alkohol, beendete 1934 die Zusammenarbeit mit der The Downtown Gallery und entfremdete sich von seinen künstlerischen Weggefährten. Der Tod seines Vaters im Jahr 1929 sowie der Suizid dreier Brüder zwischen 1915 und 1931 verschärften seine persönliche Krise. Unterstützt von seiner Schwester Esther, die als Lehrerin arbeitete, begann er, die Sommer in Woodstock, New York, zu verbringen.
Im Sommer 1935 verschlechterte sich George Aults psychische Gesundheit. Ein Freund kam nach Woodstock, um nach ihm zu sehen, und fand ihn im Bett vor, wo er wirres Zeug redete. Im folgenden Sommer kam seine Freundin Louise Jonas zu ihm nach Woodstock. Ihre Anwesenheit hob seine Stimmung und sie genossen ihre gemeinsame Zeit. Ault hatte Louise 1935 auf dem Dach des Gebäudes 50 Commerce Street in Greenwich Village kennengelernt, wo beide ihre Ateliers hatten. Nach ihrem College-Abschluss in Iowa arbeitete Louise als Reporterin und Feature-Autorin für Zeitungen in St. Louis und Chicago, bevor sie 1935 nach New York zog. Dort wurde sie Redakteurin bei einer Reihe von Fachzeitschriften. George und Louise heirateten 1941 in New Canaan, Connecticut. Nach vielen Jahren der Trennung und nachdem Louise selbst beschlossen hatte, wieder zu heiraten, gewährte Beatrice, die Frau des Künstlers, ihm die Scheidung.

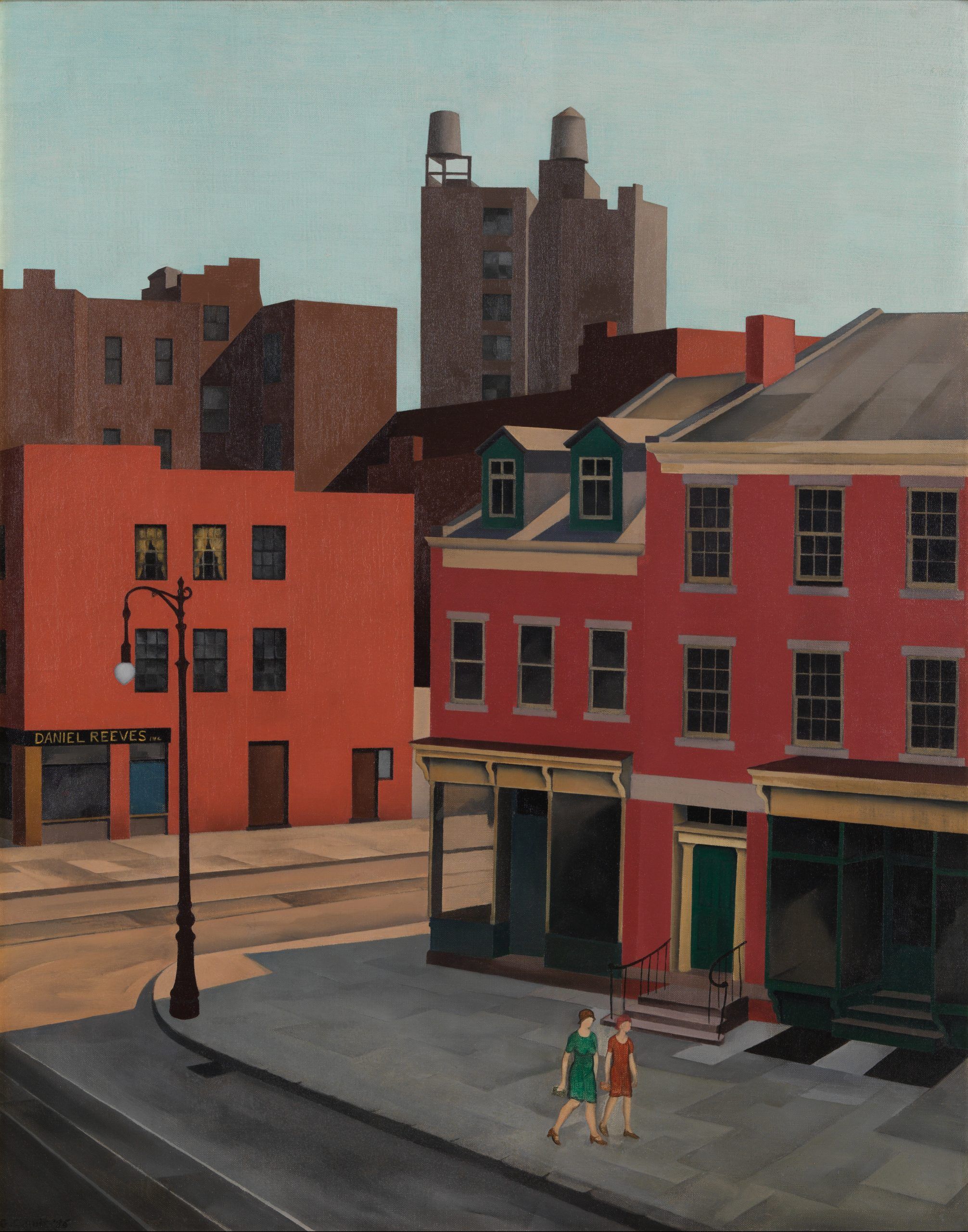
George Ault: Sunday Afternoon, Greenwich Avenue (1925). Vilcek Foundation

Als George Ault und Louise 1937 endgültig nach Woodstock zogen, war Geld ein großes Problem. Die beiden lebten abseits der Künstlergemeinde und mieteten ein bescheidenes Haus, das eine Meile außerhalb der Stadt lag. Sie hatten finanzielle Schwierigkeiten. So tauschte George beispielsweise Gemälde gegen Dienstleistungen ein: Er schenkte einem Zahnarzt, der Louise behandelt hatte, zwei Ölgemälde.
Am 30. Dezember 1948 wurde George Ault tot aufgefunden; er war fünf Tage zuvor im Sawkill Brook ertrunken. Er hatte bei stürmischem und dunklem Wetter einen einsamen Spaziergang unternommen. Der Gerichtsmediziner stufte den Tod als Selbstmord ein, doch Louise bestritt dies und behauptete, er sei aufgrund fehlender Geländer und seiner schlechten Gesundheit gestürzt. Es folgten Gedenkausstellungen in der Woodstock Art Gallery und in den Milch Galleries. 1973 präsentierte das Whitney Museum of American Art die Ausstellung George Ault: Nocturnes – die erste Einzelausstellung, die Ault in einem Museum gewidmet war. Einen umfassenderen Einblick in George Aults Leben und Werk gaben die 1978 unter dem Titel Artist in Woodstock: George Ault, the Independent Years veröffentlichten Memoiren seiner Witwe Louise.

## Werk

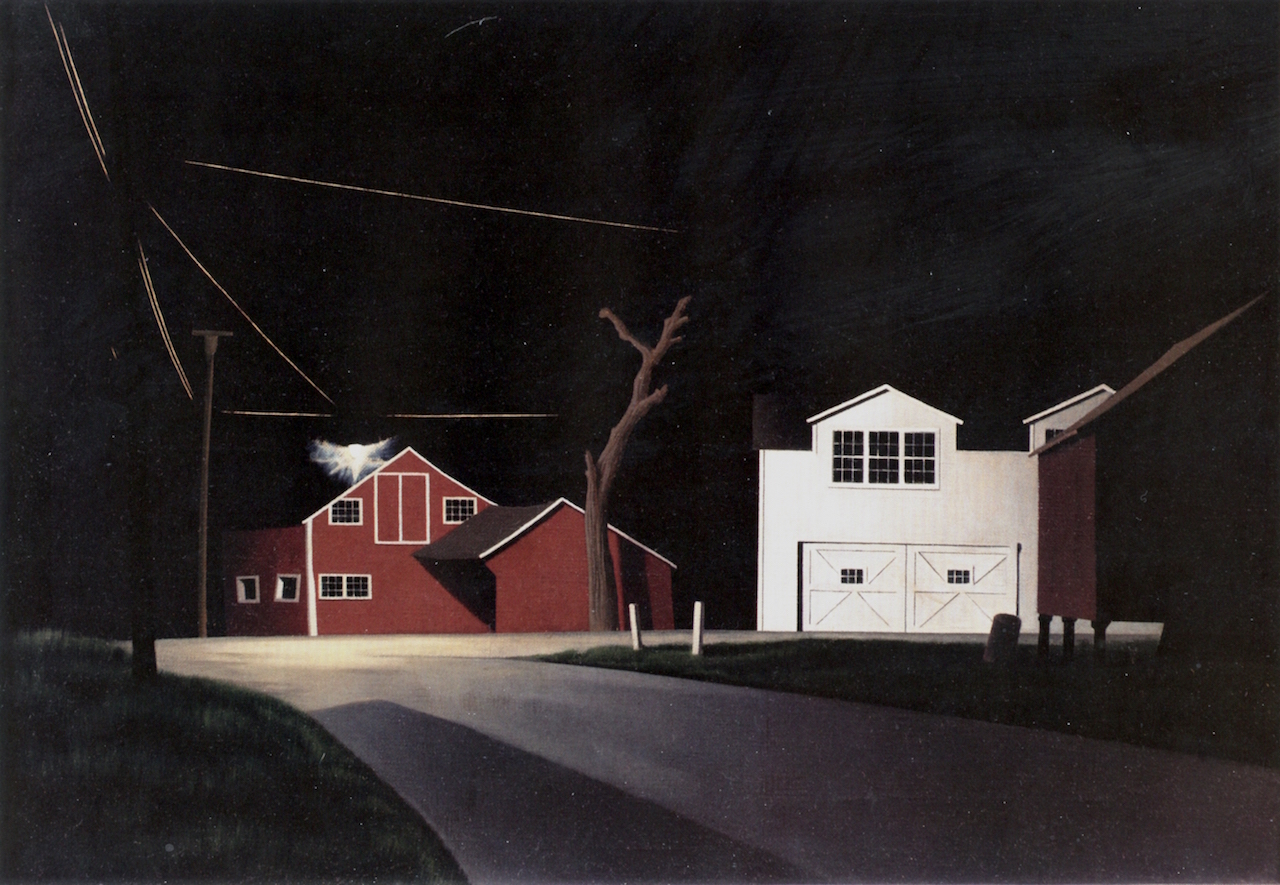
George Ault: Black Night. Russell's Corners (1943). Pennsylvania Academy of the Fine Arts

George Ault arbeitete mit Öl, Aquarell und Bleistift. Er wird häufig der Präzisionismus-Bewegung zugerechnet, zu der auch Charles Sheeler und Ralston Crawford gehören. Ault schuf geometrische und reduzierte Darstellungen von Architektur und Stadtlandschaften. Im Gegensatz zu anderen Vertretern idealisierte er die industrielle Moderne jedoch nicht. So bezeichnete er Wolkenkratzer als „Grabsteine des Kapitalismus“ und sah die amerikanische Industriestadt als „Inferno ohne Feuer“.
Seine Bildkompositionen zeichnen sich durch flache Formen, klare Flächen und eine geometrische Linienführung aus. Hervorzuheben ist seine intensive Konzentration auf Licht und Schatten, die in nächtlichen Szenen mit Straßenlaternen oder Mondlicht eine unheimliche, stille Atmosphäre erzeugt. Werke wie Bright Light at Russell’s Corners (1946) zeigen ein einsames Straßeneck mit hell beleuchteten Scheunen unter dunklem Himmel und wirken dadurch beinah wie intensiv-surreale Film-Noir-Szenen. George Ault verstand das Malen als Schaffung von „Ordnung aus dem Chaos“ – auch als Bewältigungsstrategie gegenüber seiner inneren Unruhe.
Außerdem enthält sein spätes Werk romantisch-surreale und primitive Züge, die sich von der nüchternen Präzision früherer Arbeiten unterscheiden. In seinen Werken erscheinen menschliche Figuren selten – meist malte er menschenleere Szenen, mit Ausnahme des Bildes Nude and Torso (1945), auf dem seine Frau Louise mit dem Rücken zum Betrachter in resigniertem Rückzug dargestellt ist.